# Abergwili
Abergwili est un village et une communauté du Carmarthenshire, au pays de Galles.
Outre Abergwili même, la communauté comprend les villages de Llanfihangel-uwch-Gwili (en) et Peniel. Au recensement de 2011, elle comptait 1 612 habitants.